# Tautoga
 Tautoga és un gènere de peixos de la família dels làbrids i de l'ordre dels perciformes.

## Taxonomia
- Tautoga onitis (Linnaeus, 1758)[2][3][4][5]